# 聖約翰區 (巴貝多)
聖約翰區（Saint John）位於巴貝多中南，與聖喬治區、聖約瑟夫區、聖區等區相鄰。
1. ↑  iso:code:3166:BB, International Organization for Standardization